# Robin Montgomerie-Charrington
Robin »Monty« Montgomerie-Charrington (rojen kot Robert Victor Campbell Montgomerie), britanski dirkač Formule 1, * 23. junij 1915, Mayfair, London, Anglija, Združeno kraljestvo, † 3. april 2007, Chelsea, London.
Robin Montgomerie-Charrington je pokojni britanski dirkač Formule 1. V svoji karieri je nastopil le na dirki za Veliko nagrado Belgije v sezoni 1952, kjer je z dirkalnikom Aston Butterworth lastnega privatnega moštva odstopil v sedemnajstem krogu zaradi odpovedi motorja. Umrl je leta 2007.

## Popolni rezultati Formule 1
(legenda) (odebeljene dirke pomenijo najboljši štartni položaj, poševne pa najhitrejši krog, †-uvrščen kljub odstopu)
| Leto | Moštvo                        | Šasija            | Motor  | 1   | 2   | 3       | 4   | 5  | 6   | 7   | 8   | Prv | Toč |
| ---- | ----------------------------- | ----------------- | ------ | --- | --- | ------- | --- | -- | --- | --- | --- | --- | --- |
| 1952 | Robin Montgomerie-Charrington | Aston Butterworth | Flat-4 | ŠVI | 500 | BEL Ret | FRA | VB | NEM | NIZ | ITA | -   | 0   |